# Matt Painter
Matthew Curtis Painter, detto Matt (Muncie, 27 agosto 1970), è un ex cestista e allenatore di pallacanestro statunitense.

## Carriera
Ha guidato gli Stati Uniti alle Universiadi di Taipei 2017.